# Mamasa (Sprache)
Mamasa ist eine entlang dem Mamasa-Fluss und im Regierungsbezirk Polewali Mandar auf Sulawesi gesprochene Toraja-Sprache. Sie gehört zur austronesischen Sprachfamilie.
Es lassen sich folgende Dialekte unterscheiden:
- Mamasa Utara (Nordmamasa)
- Mamasa Tengah (Zentralmamasa)
- Pattae’ (Mamasa Selatan (Südmamasa), Patta’ Binuang, Binuang, Tae’, Binuang-Paki-Batetanga-Anteapi)